# Амитаюс
Амитаюс (санскр. अमितायुस्, IAST: Amitāyus, букв. «Беспредельная Жизнь»; тиб. ཚེ་དཔག་མེད་ («Невообразимая жизнь»), Цепагме, Tsepakmé, вайли tshe dpag med; кит. трад. 無量壽佛, упр. 无量寿佛, пиньинь Wúliàngshòufó — Уляншоуфо; яп. 無量壽佛／無量寿仏 (むりょうじゅぶつ) Мурёдзю буцу (Muryouju butsu) = яп. 無量寿如来 (Аmitāyus tathāgata) — Мурёдзю Нёрай; монг. Аюуш) — особая форма Амитабхи. Амитаюс выступает в качестве сердечного сына Амитабхи и является главой семейства Падма (Лотосовое семейство).
К Амитаюсу обращаются в молитвах о долгой и счастливой жизни, о здоровье и богатстве.

## Возникновение культа
Первые упоминания о Будде Амитаюсе содержатся в «Сукхавативьюха сутре» (I век н. э.). В этом произведении Амитаюс ещё не является самостоятельной фигурой, а выступает в качестве одного из многих имён Будды Амитабхи, властителя Чистой земли Сукхавати, обладающего беспредельной жизнью. Со временем беспредельная жизнь Амитабхи выделяется в одно из основных качеств и принимает персонификацию в виде Амитаюса, что отражается в «Амитаюрдхьяна сутре».

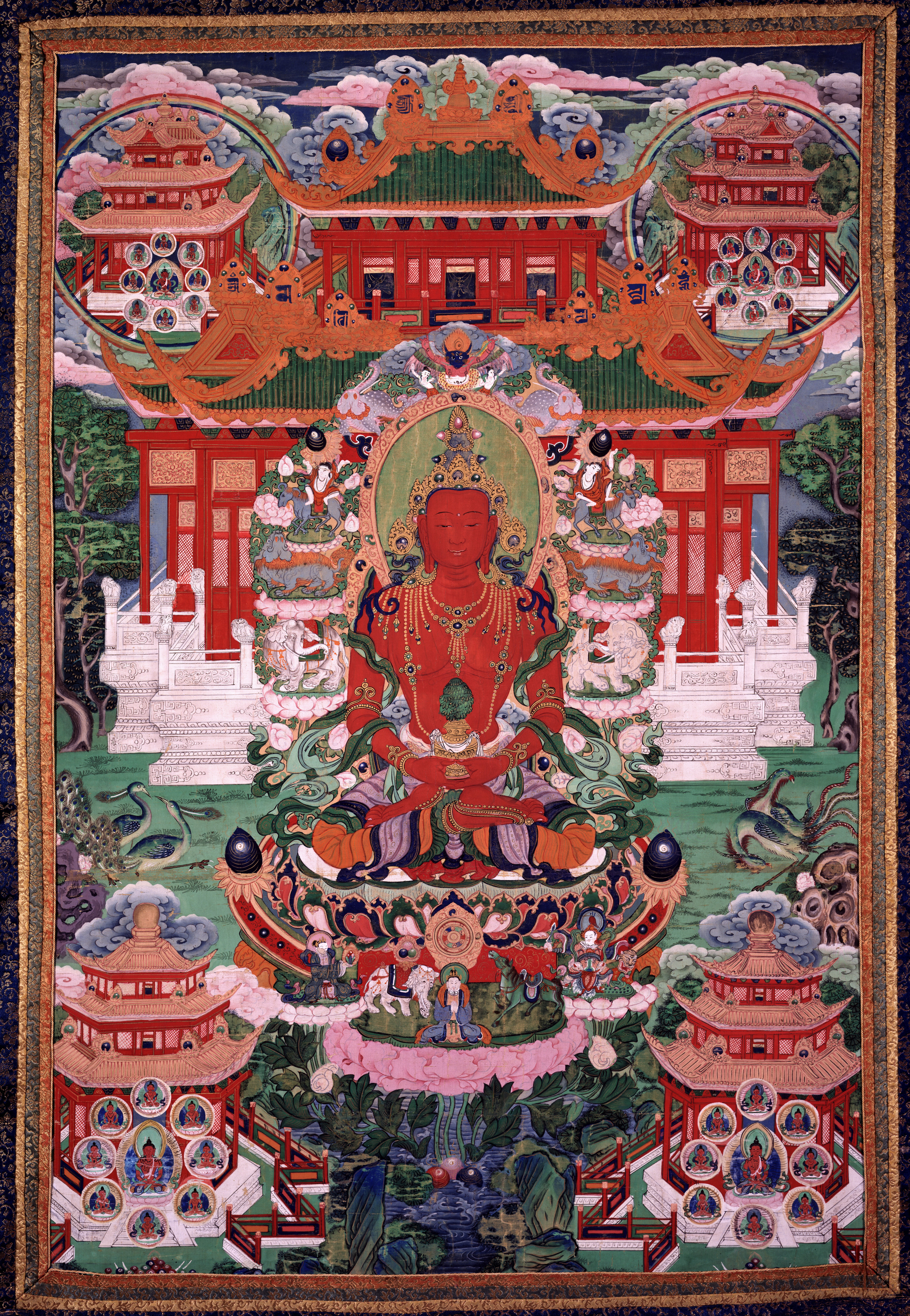
Будда Амитаюс

До XII века упоминания об Амитаюсе в буддийской литературе не найдены, не обнаружены до этого времени и Его изображения. Самый первый текст, где Амитаюс выступает в качестве самостоятельного будды, это молитва, которую приписывают Цонкапе. На основании этих данных некоторые исследователи считают, что культ Амитаюса появился в Тибете в XIII—XIV вв. В XVI—XVIII вв. это учение распространено по всей Монголии. Известно, что в даосской среде был традиционно велик интерес к поиску эликсира бессмертия, поэтому в Китае культ Амитаюса проник не только в различные буддийские традиции, но и в смешанный даосско-буддийский пантеон богов.
К Амитаюсу обращаются, чтобы исправить или полностью уничтожить ситуации, ведущие к уменьшению продолжительности жизни или потери жизненной силы, для обретения успеха в мирских делах. Но основной целью этого учения является йогическая практика реализации состояния «вне рождения и смерти», которое в ваджраяне называется «видьядхара вечной жизни».
Традиция говорит, что Будда Амитабха, следуя просьбе бодхисаттвы Авалокитешвары, дал учение 18 тантр долгой жизни. Дакини Гухья Джняна записала эти тантры и спрятала в виде терма в пещеру Маратика, куда отправились Падмасамбхава и Мандарава. Бодхисаттва Авалокитешвара и дакини Гухья Джняна посвятили супругов в практики «долгой жизни». Падмасамбхава и Мандарава практиковали эти учения 90 дней, после чего к ним явился Будда Амитаюс. Он прикоснулся к их головам сосудом, в котором находился эликсир бессмертия, а затем дал его испить. После этого Амитаюс дал благословение иметь с Ним неразрывную связь и миллиард тантр долгой жизни. Падмасамбхава и Мандарава реализовали состояние «видьядхары вечной жизни» и больше не затрагивались старением и смертью.
Вот что написано в 30-й главе «Жизни и освобождения принцессы Мандаравы, индийской супруги гуру Падмасамбхавы»:

Мандарава собрала сокровищницу из более чем тысячи расширенных и кратких методов достижения долгой жизни, включая сущностные указующие наставления. Гуру [Падмасамбхава] и супруга освободились от процесса рождения, старения, болезни и смерти до конца текущей эпохи бытия. Осуществив тайную практику союза, они проявились как олицетворение блаженства.

Они вышли за пределы ограничения обычных элементов и обрели и способности оставлять отпечатки на твёрдой материи, проявлять радужный свет и тому подобные силы. В своём просветлённом союзе они проявили дождь цветов, пролившийся с небес, привлекли и связали клятвой охранителей тайного учения, обязав их поддерживать линию преемственности достижения долгой жизни. Даже боги, наги и люди со всеми их свитами без колебаний поднесли им свои жизни. Ваджрный мастер стал известен как Бессмертный Падмасамбхава, а Мандарава — как держательница чистого осознавания, дакини бессмертия Дунмен Кармо, Дева Белой Раковины.

## Рождение Амитаюса
Огромное количество кальп тому назад Будда Амитабха задумался о судьбах существ сансары и том, как можно принести этим существам максимальную пользу. Жизнь существ, наполняющих нижние сансарические миры, не только полна страданий, но и очень коротка. Поэтому подавляющее большинство просто не успевает задуматься о духовном развитии, а те, кто задумываются, редко успевают реализовать свою духовную природу. Амитабха решил, что нужно передать существам нижних миров метод, позволяющий не только останавливать утекание жизненных сил, но и повернуть этот процесс вспять. И сотворил Амитабха великую молитву, которая прошла через все уровни вселенной и достигла измерения Дхармакайи. Пробуждённая энергия абсолютной истины спустилась в измерение Самбхогакайи. В этом измерении совершенного блаженства в чистой западной стране Сукхавати из цветка лотоса, как ответ на молитву Амитабхи, родился защитник всех живых существ — Будда Беспредельной Жизни Амитаюс. Сразу же в момент рождения Будда Амитаюс стал излучать великое сияние. Это сияние заполнило собой сначала миры дэвов (богов), что позволило богам наслаждаться длинной жизнью без страданий. Затем сияние достигло мира асуров, титаны получили возможность долго заниматься самосовершенствованием в комфортных условиях. В мир людей Учение Амитаюса пришло через индийских махасиддхов, а затем распространилось за пределами Индии.

## Передача по линиям Махасиддхов
Широко известна одна из версий о том, как великий махасиддха Нагарджуна избежал смерти в раннем возрасте, стал монахом и достиг бессмертия, практикуя метод Будды Амитаюса.
Когда Нагарджуна появился на свет, его отец обратился к предсказателям, чтобы те поведали о судьбе сына. Провидец опечалил отца, предрекая скорую смерть младенца, которому было суждено не прожить и десяти дней. Но у предсказателя был метод, позволяющий продлить жизнь мальчика до семи месяцев, а затем и до семи лет. Когда семь лет подходили к концу, Нагарджуна отправился в монастырь Наланда к великому учёному и кудеснику Сарахе. Сараха потребовал от Нагарджуны принятия монашества, после чего передал чудесный метод Будды Амитаюса по достижению бессмертия. Нагарджуна реализовал этот метод и стал бессмертным, но позже позволил отделить свою голову от тела.
Как было указано выше, сначала Учение Амитаюса передавалась по линиям индийских махасиддхов. Затем Учение распространилось в Китае и Тибете.
У знаменитого йогина Тибета Миларепы был замечательный ученик Речунгпа, который заболел проказой. Однажды Речунгпа встретил йогинов из Индии и узнал, что их учитель знает чудесный метод выздоровления от этой страшной болезни. Речунгпа, с разрешения Миларепы, отправился в Северную Индию, где не только полностью выздоровел, но и получил множество учений. Когда Речунг собрался возвращаться в Тибет, он вдруг почувствовал упадок сил. С каждым днём сил становилось всё меньше, никакие методы и лечения не помогали. Учителя направили Речунгпу к Царице Сиддхов (дакини Сиддхараджини, тиб. Друппей Гьялмо). Речунг вовремя нашёл дакини Сиддхараджини, иначе бы он умер через неделю. Царица Сиддхов жила в предгорьях Гималаев уже более трёхсот пятидесяти лет. Дакини согласилась передать учение и Речунгпа получил посвящения Будды Амитаюса, Хаягривы и многие другие практики. Когда Речунгпа вернулся в Тибет, он передал Учения Амитаюса и Хаягривы сначала своему учителю Миларепе, затем ученикам Миларепы, а затем и своим собственным ученикам. После этого Учение Будды Амитаюса распространилось во всех школах тибетского буддизма.

## Иконография
Чаще всего Амитаюса изображают красного цвета, реже белого, у Него одно лицо и две руки, сложенные в дхьяна-мудре. Амитаюс сидит на лотосовом троне на диске луны в позе лотоса и украшен символами измерения самбхогакайи. В руках у него сосуд с нектаром бессмертия амрита (санскр. अमृत, IAST: amṛta), а на голове корона с изображением Пяти Дхьяни-Будд.
Довольно редко Амитаюс изображается в слиянии со своей супругой Чандали в «Союзе Тела и Мудрости» (санскр.  IAST: yuganaddha («два в одном»); тиб. ཡབ་ཡུམ་ yab-yum, вайли zung-'jug («отец-мать»)). В руках у Амитаюса и Чандали по стреле с шёлковыми лентами пяти цветов, и по сосуду с нектаром бессмертия.